# Samorząd Regionu Szafir
Samorząd Regionu Szafir (hebr. מועצה אזורית שפיר) – samorząd regionu położony w Dystrykcie Południowym, w Izraelu.
Samorządowi podlegają tereny w północno-zachodniej części pustyni Negew w okolicach miasta Kirjat Gat.

## Osiedla
Na terenach o powierzchni 160 km² mieszka około 9 500 ludzi. Znajduje się tutaj 1 kibuc, 10 moszawów i 3 wioski.

### Kibuce
- En Curim

### Moszawy
| - Etan - Massu’ot Jicchak - No’am - Komemijjut - Rewacha | - Szafir - Szalwa - Uza - Zawdi’el - Zerachja |

### Wioski
| - Alumma - Ewen Szemu’el | - Merkaz Szappira |